# ウクライナの木造教会建築
ウクライナの木造教会建築（ウクライナのもくぞうきょうかいけんちく）は、ウクライナにおけるキリスト教の導入初期に始まり、国内の多くの地域で独自の様式と形態を持つ建築群を指す。民俗文化の一形態として、特定の様式での教会建築は世代を超えて受け継がれてきた。建築様式は非常に単純なものから複雑なものまで多岐にわたり、高度な大工技術や卓越した木彫りの芸術性を特徴とする。
ウクライナ西部では、東方カトリック教会や正教会の教会（ツェルクヴァ、tserkva）だけでなく、ローマ・カトリック教会の教会（コシチョウ、kosciol）も数多く保存されている。これらの教会の中には現在も使用されているものがある。

## 概要
2010年末時点で、ウクライナ国内には約1,900の木造教会が確認されている。19世紀後半にウクライナ人が新大陸に移住した際、これらの様式を新しい材料や環境条件に適応させて使用した（例：シカゴの至聖三者大聖堂）。リヴィウ国立美術館の館長ボリス・ヴォズニツキーによると、ウクライナの木造教会の保存状況は極めて厳しい。ソビエト時代にウクライナ西部で焼失した教会は少なく、ポストソビエト時代の方が焼失数が多くなっている。2023年の報道では、戦争や火災による文化遺産の損失がさらに深刻化している。

## 中央・東部ウクライナの木造教会

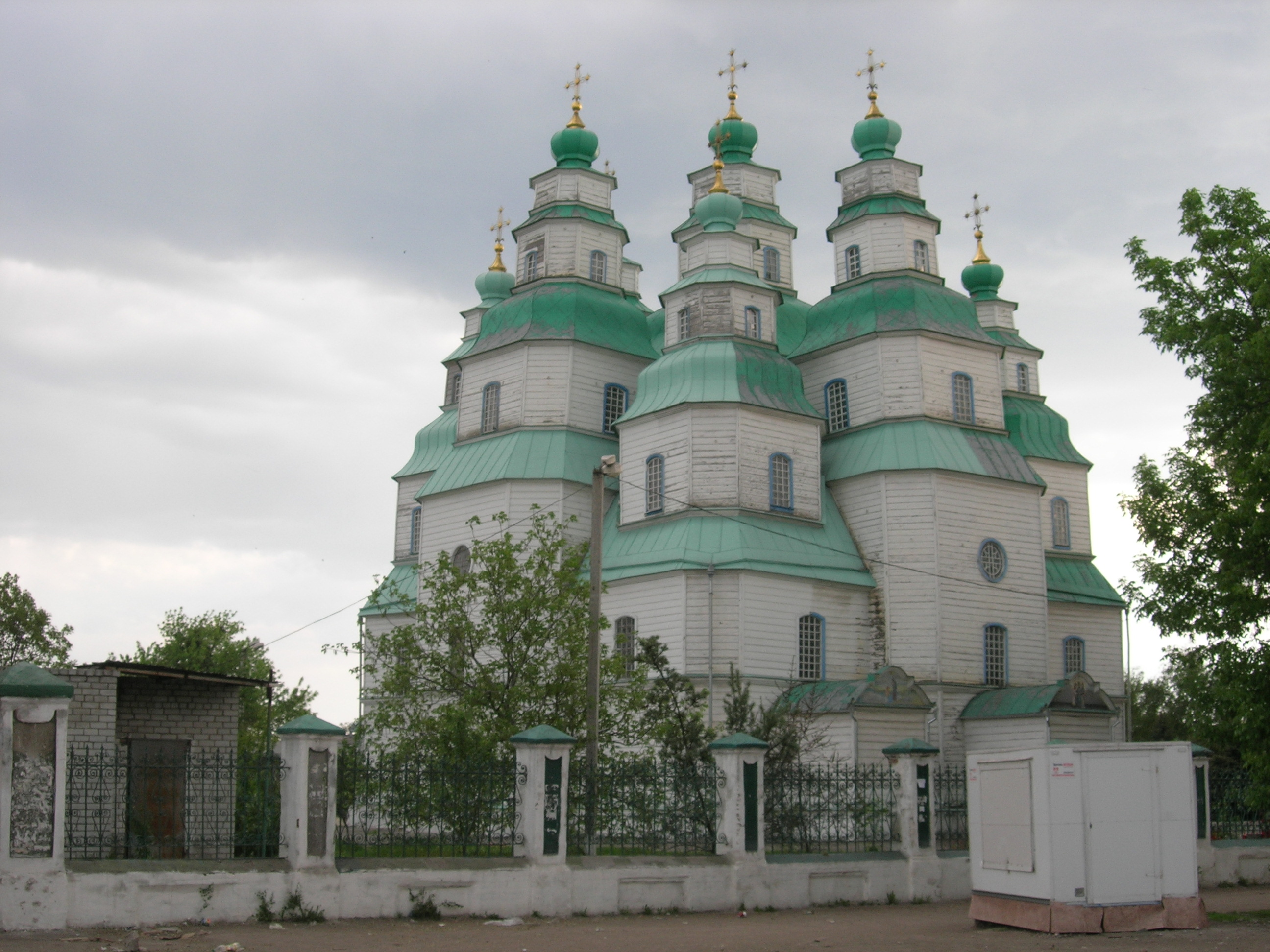
ウクライナ南東部サマルの聖三位一体大聖堂 (サマル)

ウクライナ中部およびウクライナ東部の木造教会建築は、ウクライナのキリスト教の歴史が始まった10世紀、ウラジーミル1世（キエフ大公、在位980年–1015年）の時代に起源を持つ。都市部では石造教会が主流だったが、木造教会建築は主に中部および東部ウクライナの村落で続いた。西部とは異なり、地域ごとの明確な様式の分離はない。中部ウクライナの教会は、キエフ・ルーシの多室型石造教会に似ているが、木材で構築されている。枠組み構造や釘を使わない工法も見られる。

## 西部ウクライナの木造教会

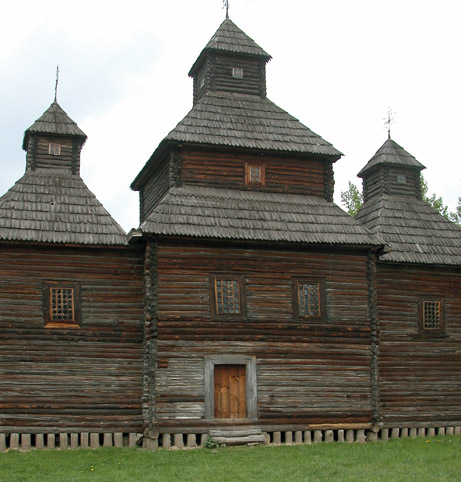
ウクライナ中部ピロヒウ博物館の木造教会

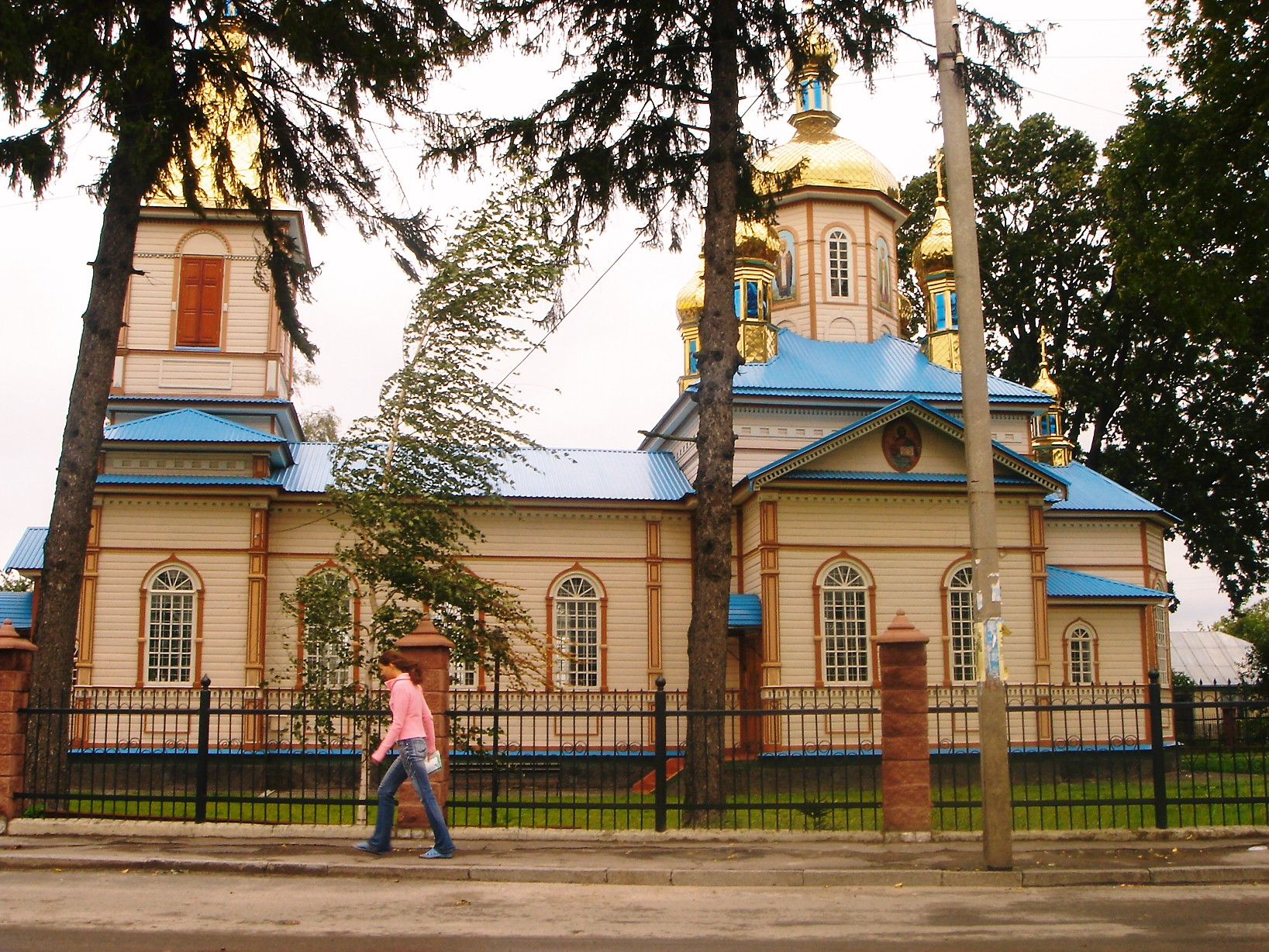
リウネ近郊の木造ツェルクヴァ（西部ウクライナ）

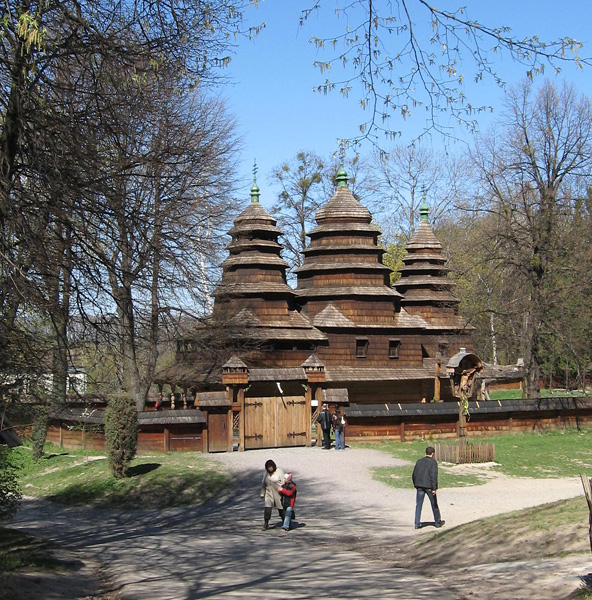
リヴィウのクリフカ教会（西部ウクライナ）

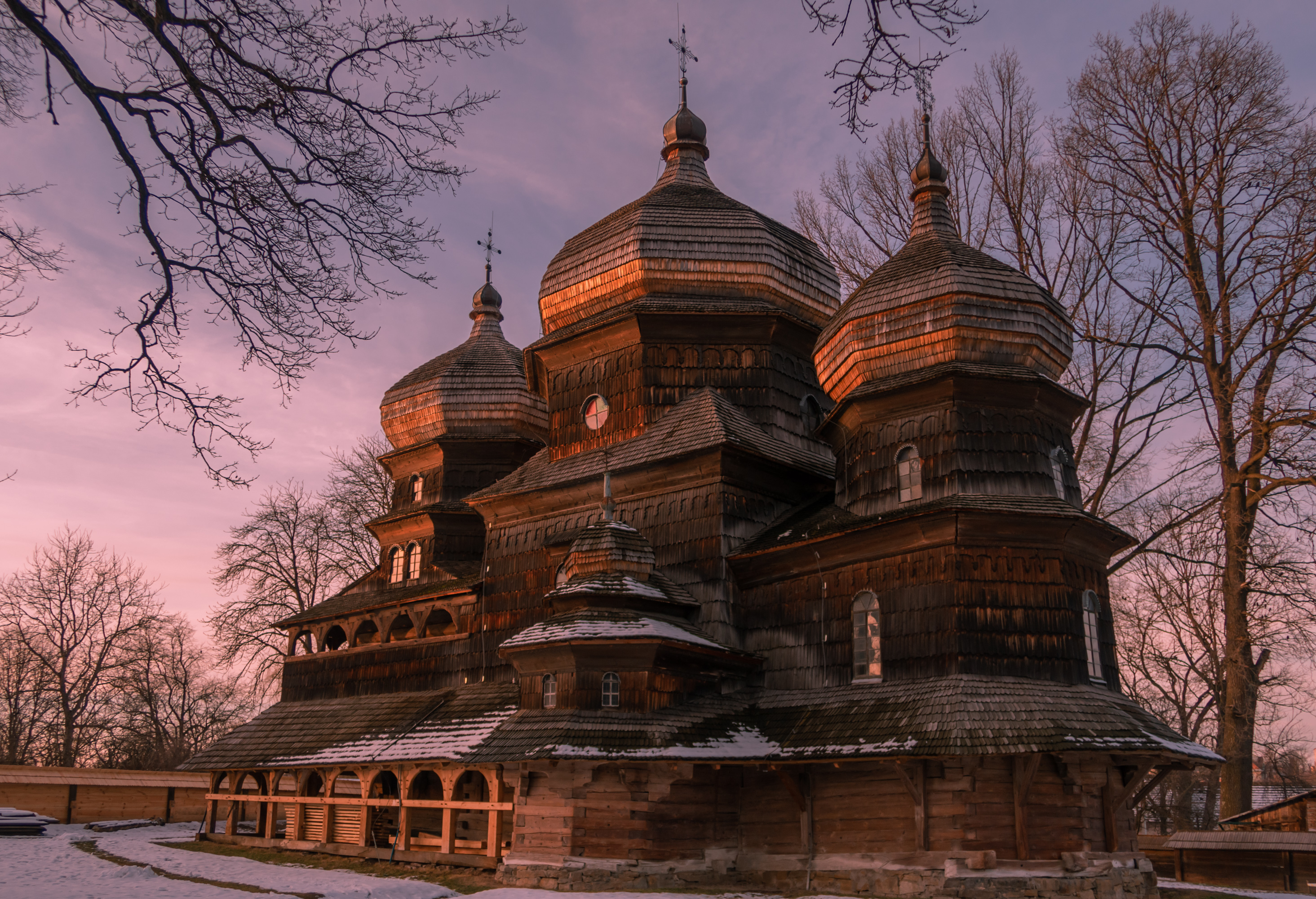
ドロホビッチの聖ゲオルギイ教会 (ドロホビッチ)（西部ウクライナ）

ウクライナ西部やザカルパッチャ州の比較的孤立した農民文化は、20世紀初頭まで木造様式の建築を維持した。多くの民族地域が、文化的・環境的・歴史的違いに基づく独自の建築様式を保持している。
全地域に共通する特徴として、屋根を支える2つの技法がある。オパサンニャ（opasannia）は、丸太壁の上部角から突き出した丸太で屋根を支える構造で、ピダッシャ（pidashshia）はオパサンニャを用いつつ、屋根を教会全体の周囲に連続した張り出しとして延長する様式である。
リヴィウ州だけでも999の教会が建築記念物として登録されており、そのうち398が国家的価値を持つ。しかし、火災報知器を備えているのはわずか16である。ポストソビエト時代にリヴィウ州では約80の教会が火災で失われた。2009年、リヴィウ州政府は教会の修復プロジェクトに約200万フリヴニャを拠出した。
ウクライナ西部の8つの木造教会は、ポーランドとウクライナのカルパティア地方の木造教会群として世界遺産に登録されている。

### ブコビナ
ブコビナの伝統的な教会は、背の高い切妻屋根を特徴とし、多角形の聖所上部では屋根が広がる。屋根はオパサンニャで支えられ、木製のこけら葺きで覆われる。構造は通常丸太で作られ、しばしば粘土で覆われ、ブコビナ様式の家屋と同様に白く塗られる。

### レムコ
レムコの教会は、3つのセクションからなる設計を採用し、非常に高い切妻屋根と各セクションの上に塔を持つ。入口の塔が最も高く、各塔にはゴシック風の尖塔に似た、ウクライナ様式で構築された尖塔が立つ。

### フツル
フツルの教会は、5つのセクションからなる十字形構造が一般的で、モミの丸太を使用し、オパサンニャ型の回廊を形成する。中央のドームはオニオンドームではなく、八角形の広がった屋根で形成される。フツル教会の特徴として、教会上部に錫や金属細工が使用され、これは地域の家屋建築にも見られる。

### ボイコ
ボイコの教会は、3つのセクションからなり、中央の身廊が最大である。複雑な多層のこけら葺き屋根が特徴で、枠のない壁や梁のない屋根、オパサンニャ、ピダッシャを用いた伝統的な技法が用いられる。

### テルノーピリ
テルノーピリの建築様式は、カルパチアとキエフの様式の融合とされるTemplate:誰が。主に「テルノーピリ身廊様式」と「テルノーピリ十字形様式」の2つがある。身廊様式は長方形の形状で、両端に切妻屋根を持ち、装飾的な小さなオニオンドームが内部から見えない場合がある。十字形様式は等距離の十字形パターンで、中央に構造的なオニオンドームを持ち、各十字形部分に切妻屋根を備える。村落では木材、都市部では石材が使用される。

## ウクライナの木造教会一覧

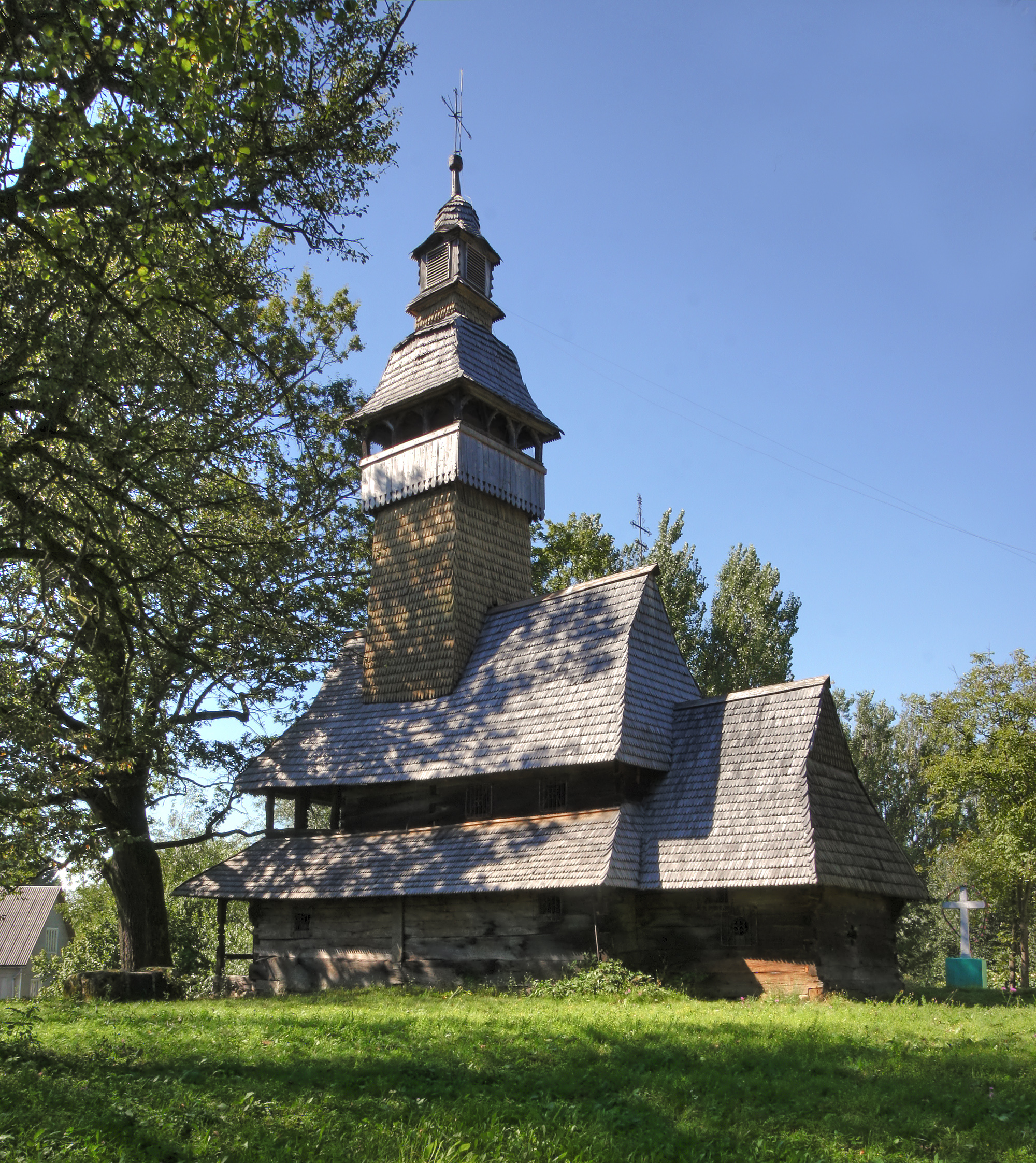
ザカルパッチャ州コロドネの教会

- アプシータ教会（英語版）（ウクライナ語：ヴォディツァ、ハンガリー語：Kisapsa）
- アプシャ・デ・ミジロック（スサニ教会）（英語版）（ウクライナ語：セレドニエ・ヴォディアネ、ハンガリー語：Középapsa）
- アプシャ・デ・ミジロック（ヨサニ教会）（英語版）
- アプシャ・ディン・ヨス（パラウ教会）（英語版）（ウクライナ語：ヴェルフニエ・ヴォディアネ、ハンガリー語：Alsóapsa）
- ダニロヴォ教会（英語版）（ルーマニア語：Dănileşti、ハンガリー語：Husztsófalva）
- ドゥロヴォ教会（英語版）（ルーマニア語：Duleni、ハンガリー語：Dulfalva）
- ガニチ教会（英語版）（ルーマニア語：Găneşti、ハンガリー語：Gánya）
- ジョウクヴァの聖三位一体教会（英語版）
- コビレツカ・ポリャナ教会（英語版）（ルーマニア語：Poiana Cobilei、ハンガリー語：Gyertyánliget）
- コロドネ教会（英語版）（ルーマニア語・ハンガリー語：Darva）
- クライニコヴォ教会（英語版）（旧称：1912–1938年および1945–1946年にステブリウカ、ルーマニア語：Crainiceni、ハンガリー語：Mihálka）
- ネレスニツァ教会（英語版）（ルーマニア語：Nereşniţa、ハンガリー語：Nyéresháza）
- ニジニエ・セリシュチェ教会（英語版）（ルーマニア語：Săliştea de Jos、ハンガリー語：Alsószelistye）
- オレクサンドリウカ教会（英語版）（ルーマニア語：Sândreni、ハンガリー語：Sándorfalva）
- ルスケ・ポレI教会（英語版）（ルーマニア語：Domneştii Mari、ハンガリー語：Úrmező）
- ルスケ・ポレII教会（英語版）
- ソキルニツァ教会（英語版）（ルーマニア語：Săclânţa、ハンガリー語：Szeklencze）
- ステブリウカ教会（英語版）（ルーマニア語：Duboşari、ハンガリー語：Száldobos）
- テルノヴォ教会（英語版）（ルーマニア語：Târnova、ハンガリー語：Kökényes）

## ザカルパッチャ州の木造教会一覧

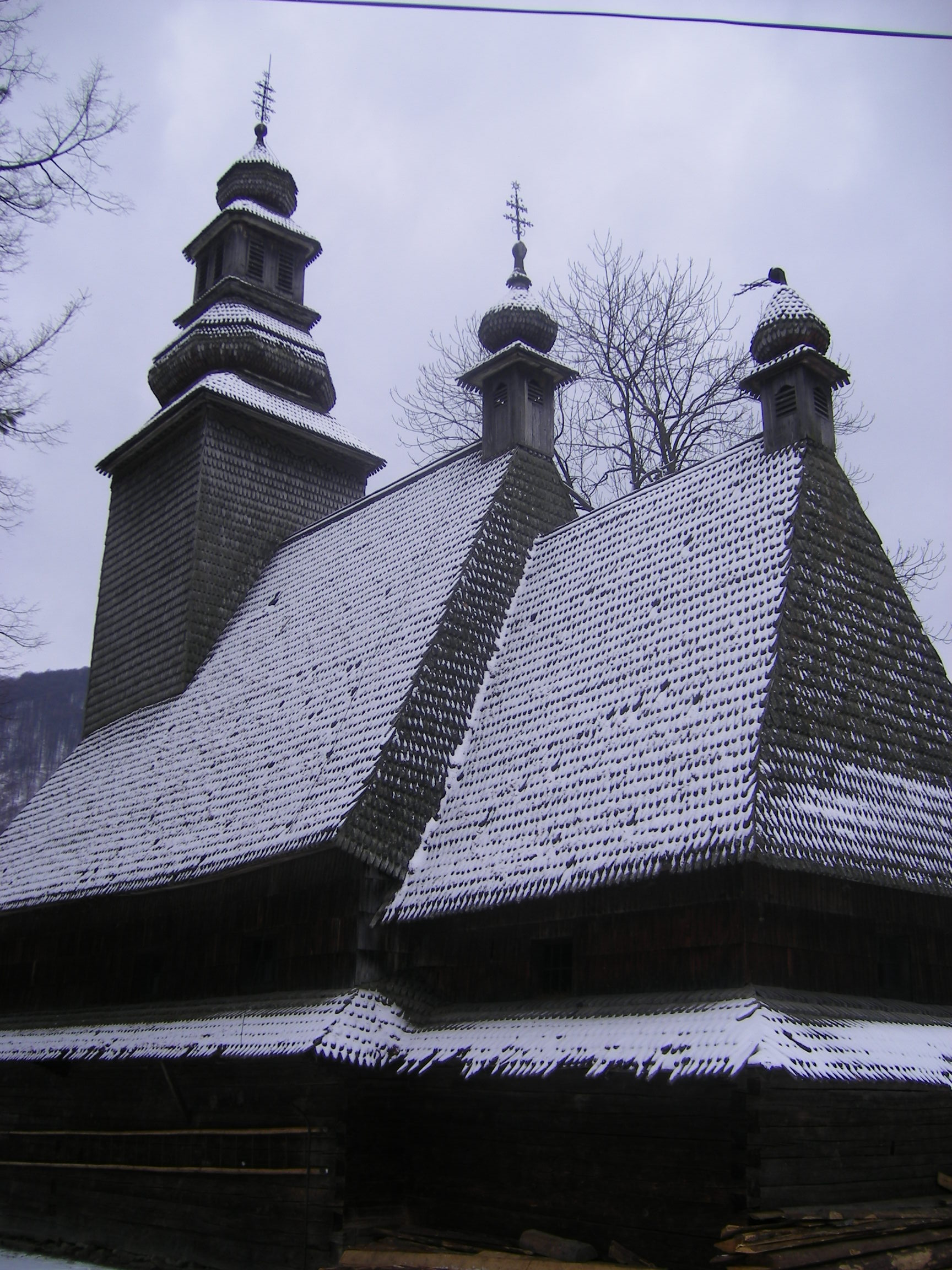
ザカルパッチャ州コロチャヴァのギリシャ・カトリック教会

- セレドニエ・ヴォディアネの教会群
- ヴェルフニエ・ヴォディアネ教会
- ダニロヴォ教会（英語版）
- コロドネ教会（英語版）
- クライニコヴォ教会（英語版）
- ニジニエ・セリシュチェ教会（英語版）
- オレクサンドリウカ教会（英語版）
- ソキルニツァ教会（英語版）
- ステブリウカ教会（英語版）